# Ancel Keys
Ancel Benjamin Keys (Colorado Springs, 26 januari 1904 - Minneapolis, 20 november 2004) was een Amerikaans wetenschapper die de invloed bestudeerde van voeding op de gezondheid. Hij is vooral bekend door zijn onderzoek naar de invloed van voeding op hart- en vaatziekten. Zijn naam is ook verbonden met het K-rantsoen (Engels: K-ration) dat in 1944 het dagrantsoen vormde voor de luchttroepen van de geallieerden.

## Biografie
Keys behaalde in 1925 een diploma economie en politieke wetenschappen aan de Universiteit van Berkeley, en in 1929 een doctoraat biologie en oceanografie aan de Universiteit van San Diego. In 1938 behaalde hij een tweede doctoraat in de fysiologie aan de universiteit van Cambridge in Massachusetts. Van 1934 tot 1936 was hij assistent-professor aan de Harvard-universiteit en in 1937 aan de Universiteit van Minnesota. Aan die laatste universiteit stichtte hij een onderzoekscentrum naar fysiologische hygiëne, waar hij directeur bleef tot het einde van zijn carrière in 1975. Hij was de wetenschapper die in 1972 de waarden van de BMI, ook bekend als Quetelet-index, koppelde aan een mager, gezond of te zwaar lichaam. 
Na zijn pensioen woonde hij in Italië aan de kust van Cilento te Pioppi, een vissersdorp. Hier bleef hij meerdere decennia.
Keys stierf in Minneapolis, twee maanden voor hij 101 zou worden.
Keys stond op het titelblad van Time in januari 1961.

## Onderzoek naar uithongering
In 1944 startte onder leiding van Keys The Minnesota Starvation Experiment, waarbij 36 gezonde jongemannen, allen dienstweigeraars, zich gedurende een jaar vrijwillig lieten uithongeren, met als motto: 'Will you starve that they be better fed?' Het Amerikaanse leger wilde namelijk onderzoeken hoe het de hongerende bevolking in Europa zo snel mogelijk weer op de been kon krijgen.

## Zevenlandenstudie
In 1956 zette Keys een epidemiologische langetermijnstudie op om systematisch het verband te onderzoeken tussen levenswijze, voeding, cardiovasculaire ziekte en beroerte. De studie volgde meer dan twaalfduizend mannen uit diverse populaties gedurende meer dan vijftig jaar.
Door een eerdere studie in Napels in de jaren 1950 had Keys geobserveerd dat hartziekte alleen de rijke Napolitanen trof, die een voeding rijker aan vlees hadden dan de gewone bevolking.
In de zogenaamde zevenlandenstudie vergeleek hij eetgewoontes in zeven verschillende landen. Deze studie wordt vaak geciteerd als het bewijs dat cholesterol gelinkt is aan hart- en vaatziekten. De landen waren Griekenland, Finland, Nederland, Verenigde Staten, Joegoslavië, Japan, Italië.

## Publicaties
- (en)  Ancel Keys, Josef Brozek en Austin Henschel, The Biology of Human Starvation, 2 dln., 1950
- (en)  Ancel en Margaret Keys, Eat Well and Stay Well, 1959 (heruitgave: How to Eat Well and Stay Well. The Mediterranean Way, 1975)
- (en) Ancel Keys, Indices of relative weight and obesity (Journal of Chronical Diseases, July 1st 1972)